# Kinsan Ginsan
"Kinsan Ginsan" (きんさんぎんさん), era o nome carinhoso das irmãs gêmeas monozigóticas japonesas, amplamente conhecida por sua longevidade, e ser as gêmeas vivas mais velhas do mundo. Seus nomes completos eram Kin Narita (成田 きん) (1 de agosto de 1892 – 23 de janeiro de 2000) e Gin Kanie (蟹江 ぎん) (1 de agosto de 1892 – 28 de fevereiro de 2001). Seus nomes de solteira era Yano (矢野). Seus nomes literalmente traduzidos do japonês para o português significa ouro e prata. Sua saúde e vitalidade, apesar de ter mais de 100 anos de idade, foi dito ser "uma forma ideal de viver em seus anos de pôr-do-sol", e elas se tornaram celebridades nacionais no Japão. Eles viveram por 107 e 108 anos.  

## História
As gêmeas nasceram em 1 de agosto de 1892 (no 25.º ano da Era Meiji) na Vila de Narumi (atualmente em Midori-ku, Nagoia), na Província de Aichi. Kin era a filha mais velha e Gin era a filha mais nova. Testes depois provaram que eram gêmeas idênticas, embora seus tipos de sangue diferissem.
Em 1991, aos 99 anos, as gêmeas foram apresentadas em um artigo de jornal e receberam parabéns do prefeito de Nagoia e do governador da Província de Aichi. Em 2000, Kin Narita, a gêmea mais velha morreu aos 107 anos. A causa da morte foi insuficiência cardíaca, como confirmado por uma autópsia. Um ano depois, em 2001, sua irmã mais nova, Gin Kanie, morreu aos 108 anos de idade. A causa da morte não pode ser atribuída a nenhum diagnóstico específico e, portanto, foi dada como "velhice". Uma das irmãs tem quatro filhas que também mostraram sinais de longevidade. As quatro irmãs participaram de um documentário da NHK, chamado Today's Close-Up. As irmãs também apresentaram um estudo sobre a longevidade. Na época da morte de Kin em 2000, as gêmeas combinadas tinham seis filhos, onze netos, sete bisnetos e um trineto.